# Danh sách đảo theo tên (V)
Danh sách dưới đây liệt kê các đảo bắt đầu bằng ký tự V.
Đây là một danh sách chưa hoàn tất, và có thể sẽ không bao giờ thỏa mãn yêu cầu hoàn tất. Bạn có thể đóng góp bằng cách mở rộng nó bằng các thông tin đáng tin cậy.
A - B - C - D - Đ - E - F - G - H - I - J - K - L - M - N - O - P - Q - R - S - T - U - V - W - X - Y - Z

## V
| Tên đảo                                                        | Quần đảo / Nhóm đảo                                    | Quốc gia                      |
| -------------------------------------------------------------- | ------------------------------------------------------ | ----------------------------- |
| Väddö och Björkö                                               |                                                        | Thụy Điển                     |
| Værøy                                                          | Lofoten, Nordland                                      | Na Uy                         |
| Vágar                                                          | Quần đảo Faroe                                         | Đan Mạch                      |
| Vahanga                                                        | Acteon Group, Tuamotus, Polynésie thuộc Pháp           | Overseas collectivity of Pháp |
| Vahitahi                                                       | Tuamotu Archipelago, Polynésie thuộc Pháp              | Overseas collectivity of Pháp |
| Väike-Pakri                                                    | Pakri Islands                                          | Estonia                       |
| Vaila                                                          | Quần đảo Shetland                                      | Scotland                      |
| Île aux Vainqueurs                                             | Saint-Pierre and Miquelon                              | Overseas collectivity of Pháp |
| Vairaatea                                                      | Tuamotu Archipelago, Polynésie thuộc Pháp              | Overseas collectivity of Pháp |
| Valcour                                                        | Lake Champlain, New York                               | Hoa Kỳ                        |
| Valdes                                                         | Quần đảo Gulf, British Columbia                        | Canada                        |
| Valentia                                                       |                                                        | Ireland                       |
| Île Valhuec                                                    | Morbihan, Bretagne                                     | Pháp                          |
| Vanavana                                                       | Tuamotu Archipelago, Polynésie thuộc Pháp              | Pháp                          |
| Vancouver                                                      | British Columbia                                       | Canada                        |
| Vandruff                                                       | Rock River, Illinois                                   | Hoa Kỳ                        |
| Vannøy                                                         | Karlsøy                                                | Na Uy                         |
| Vanua Lava                                                     | Banks Islands                                          | Vanuatu                       |
| Vardim                                                         | Sông Donau                                             | Bulgaria                      |
| Vargö                                                          | Southern Gothenburg Archipelago                        | Thụy Điển                     |
| Värmdön                                                        | Stockholm archipelago                                  | Thụy Điển                     |
| Vassøy                                                         | Øyane archipelago, Stavanger municipality              | Na Uy                         |
| Vega                                                           | The Vega Archipelago, Nordland                         | Na Uy                         |
| Vejrø                                                          | North of Lolland                                       | Đan Mạch                      |
| Vementry                                                       | Quần đảo Shetland                                      | Scotland                      |
| Vendsyssel-Thy                                                 | Jutland Peninsula                                      | Đan Mạch                      |
| Ventotene                                                      | Pontine Islands                                        | Ý                             |
| Veránka-sziget                                                 | Sông Donau                                             | Hungary                       |
| Verde                                                          | Ribatejo islands                                       | Bồ Đào Nha                    |
| Île Verdelet                                                   | Sept Îles, Bretagne                                    | Pháp                          |
| Île Verte                                                      | Saint-Pierre and Miquelon                              | Overseas collectivity of Pháp |
| Île Verte                                                      | Îles des Embiez (La Ciotat)                            | Pháp                          |
| Île Verte                                                      | Gironde estuary                                        | Pháp                          |
| Île Verte                                                      | Archipel de Molène, Bretagne                           | Pháp                          |
| Île Verte                                                      | Peros Banhos, Chagos Archipelago                       | British Ấn Độ Dương Territory |
| Île Verte Lưu trữ ngày 17 tháng 9 năm 2008 tại Wayback Machine | Vịnh Saint Lawrence, Quebec                            | Canada                        |
| Vestvågøy                                                      | Lofoten, Nordland                                      | Na Uy                         |
| Vétaounde                                                      | Banks Islands                                          | Vanuatu                       |
| Victoria                                                       | Nunavut                                                | Canada                        |
| Victoria                                                       | Lagos                                                  | Nigeria                       |
| Viðoy                                                          | Quần đảo Faroe                                         | Đan Mạch                      |
| Vikna                                                          | Lofoten, Nord-Trøndelag                                | Na Uy                         |
| Vilm                                                           | Biển Baltic                                            | Đức                           |
| Vilsandi                                                       | Biển Baltic                                            | Estonia                       |
| Vimy                                                           | Lake Huron, Ontario                                    | Canada                        |
| Île Violette                                                   | Kerguelen Islands, French Southern and Antarctic Lands | Pháp                          |
| Vis                                                            | Adriatic Sea                                           | Croatia                       |
| Visingsö                                                       | Lake Vättern                                           | Thụy Điển                     |
| Vivara                                                         | Flegree Islands                                        | Ý                             |
| Vivian Island                                                  | Nunavut                                                | Canada                        |
| Vlieland                                                       | West Frisian Islands                                   | Hà Lan                        |
| Vohilaid                                                       | Väinameri Sea                                          | Estonia                       |
| Voorne-Putten                                                  | South Holland                                          | Hà Lan                        |
| Vormsi                                                         | West Estonian archipelago; Biển Baltic                 | Estonia                       |
| Vostok                                                         | Line Islands                                           | Kiribati                      |
| Ostrov Vrangelya                                               | Chukotka Autonomous Okrug                              | Nga                           |
| Vrångö                                                         | Southern Gothenburg Archipelago                        | Thụy Điển                     |
| Vulcano                                                        | Aeolian Islands                                        | Ý                             |